# Kanae Yamabe
Kanae Yamabe (山部 佳苗?, Yamabe Kanae; Sapporo, 22 settembre 1990) è una judoka giapponese, vincitrice di una medaglia di bronzo ai Giochi olimpici di Rio de Janeiro 2016.

## Palmarès
| Anno | Manifestazione | Sede           | Evento | Risultato | Note |
| ---- | -------------- | -------------- | ------ | --------- | ---- |
| 2015 | Mondiali       | Astana         | +78kg  | Bronzo    |      |
| 2016 | Olimpiadi      | Rio de Janeiro | +78kg  | Bronzo    |      |